# 巫山大步甲
巫山大步甲（学名：Carabus ishizukai）一种分布于中华人民共和国四川省巫山县的甲虫，步行虫科大步甲属（步甲属、步行虫属）的一种，由法国学者蒂埃里·德夫（Thierry Deuve）和日本学者大岛真一（Shinichi Ohshima）于1989年发表，种加词取自日本昆虫学家石塚勝海（Katsumi Ishizuka）的姓氏。